# The New Revolution
The New Revolution è un album del rapper Layzie Bone, pubblicato il 22 agosto 2006 sotto la casa discografica Thump Records.

## Tracce
1. Intro
2. Vote For Me
3. Mo' Murder (feat. Mo Thugs)
4. For My Weed Heads
5. Midwest-Westcoast Connection (feat. Mr. Criminal)
6. From The 99
7. For The Thugs That's Gone
8. Wanted To Be A Soldier (feat. Mr. Criminal)
9. Say Lady (feat. Mr. Capone-E)
10. Skit
11. I Get Higher
12. Street (feat. Bizzy Bone)
13. Touchdown
14. These Hi Power Soldiers (feat. Mr. Capone-E)
15. Outro Mixxx